# 전어진
전어진(1993년 8월 6일 ~ )은 대한민국의 종합격투기 선수로 대한민국의 종합격투기 단체 로드 FC의 현 미들급 선수이다.